# Hamburg-Eidelstedt
Eidelstedt ist ein Stadtteil im Bezirk Eimsbüttel am nordwestlichen Rand der Freien und Hansestadt Hamburg.

## Geografie

### Benachbarte Stadtteile und Gemeinden
Eidelstedt grenzt im Norden an den Hamburger Stadtteil Schnelsen, im Osten an Niendorf, im Süden an Stellingen und Bahrenfeld, im Südwesten an Lurup und im Nordwesten an die schleswig-holsteinischen Gemeinden Halstenbek und Rellingen.

### Gliederung des Stadtteils
Eidelstedt blickt, wie viele Stadtteile des heutigen Hamburg, auf eine lange Geschichte als Bauerndorf zurück. Davon sind jedoch nicht viele Zeugnisse übrig geblieben: aufgelockerte Wohnbebauung aus den 1950er- bis 1970er-Jahren mit Hochhäusern, Wohnblöcken und Einfamilienhäusern und dazwischen zahlreiche vielbefahrene Hauptverkehrswege prägen das Ortsbild. Trotz viel Beton und gelbverklinkerter Einfamilienhäuser ist Eidelstedt ein recht grüner Stadtteil geblieben, der abseits der Hauptstraßen eine ruhige Nähe zum ländlichen Umland zeigt. Das Ortszentrum am Eidelstedter Platz, einem Verkehrsknotenpunkt, hat den Charakter eines mittelgroßen, etwas verstreuten Einkaufszentrums. Eine Erweiterung des Einkaufszentrum wurde 2012 durch einen Bürgerentscheid abgelehnt. Die Eidelstedter Feldmark im östlichen Drittel des Stadtteils, jenseits der Autobahn, ist Weideland geblieben und soll als naturnaher Zwischenraum zwischen zwei Hamburger Siedlungsachsen erhalten bleiben.

## Geschichte

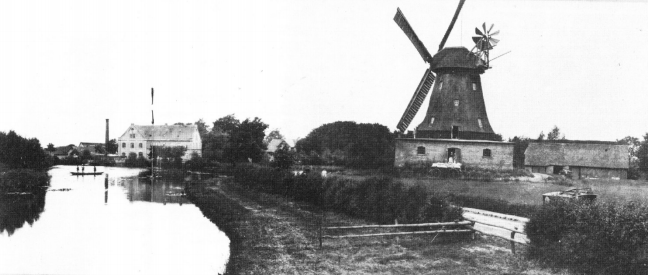
Die Windmühle (um 1910) am Mühlenteich (heute Nähe Reichsbahnstraße), früheres Wahrzeichen von Eidelstedt

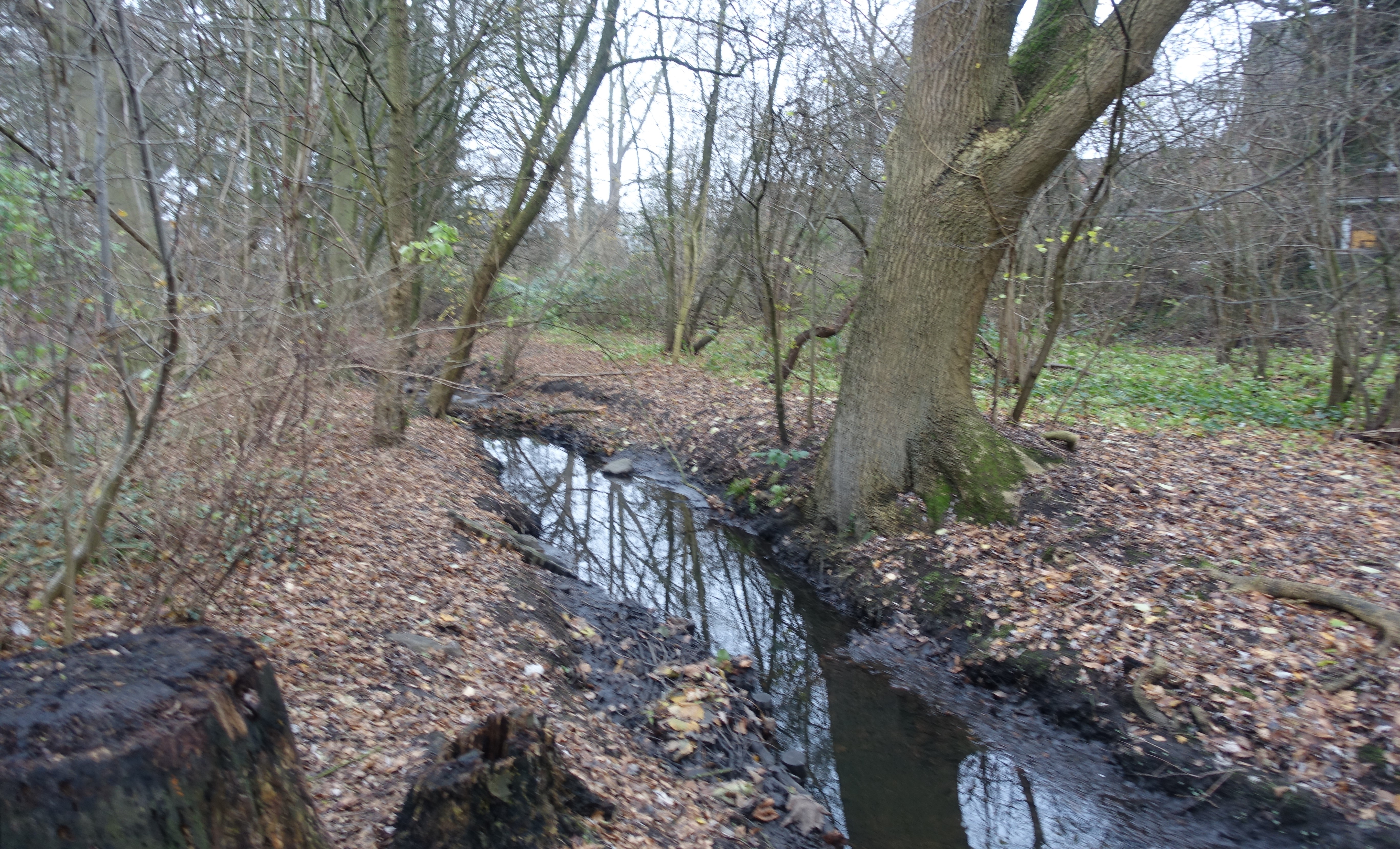
Die Mühlenau in der Nähe der Straße Möhlenort (früher stand dort die Mühle) (2021)

Eidelstedt, das weit bis ins 18. Jahrhundert hinein noch Eilstede, Eylstedt oder Eylenstede genannt wurde, wurde erstmals 1347 im Verzeichnis des Pastors der Eppendorfer Kirche genannt. Zu dieser Zeit wurde auch die Eidelstedter Mühle erstmals erwähnt. Als klar umgrenzte Feldmark im Jahre 1588 bestand Eidelstedt aus „acht vollen und fünf halben Bauernhöfen“ sowie zwölf Katen, von denen eine für den Gemeindehirten bestimmt war.
Der Name mit der Nachsilbe -stedt weist möglicherweise bereits auf die sächsische Gründung eines Runddorfes hin, durch einen ersten Siedler namens Eyler und bedeutet entsprechend Wohnstätte des Eylers. Nach einer anderen Lesart wird er jedoch von Ilenstätten abgeleitet, einer Blutegelstätte, da bis zum Ende des 19. Jahrhunderts in der durch den Ort führenden Mühlenau und im Mühlenteich Blutegel zur medizinischen Verwertung gefangen wurden.
Mit dem Gottorfer Vergleich kam Eidelstedt 1768 als Teil der Herrschaft Pinneberg zum dänischen Gesamtstaat. Das Dorf wurde von dem Eppendorfer Kirchspiel abgetrennt und zur neuen Niendorfer Kirche eingepfarrt.
1880 entstand an der Elbgaustraße eine schlichte zweigeschossige Schule. 1929 fügte Gustav Oelsner einen modernistisch-sachlich verputzten Erweiterungsbau an. Große Teil des Schulgebäudes wurden im Zweiten Weltkrieg zerstört. 1980 endete die Schulnutzung.
1908 noch berichtete Henning Oldekop in seiner Topographie des Herzogtums Holstein von einer überwiegend ländlichen Struktur mit vorwiegend Milchwirtschaft, Garten- und Gemüsebau und zehn Baumschulen und Gärtnereien. Dennoch gab es schon eine ausgedehnte Industrieproduktion (Lack und Firnis, Holzessig, Drahtnetze, Kalksandstein, Dünger, Fischkonserven und Bier), die den Anwohnern der Produktionsstätten im wahrsten Sinne des Wortes „stank“. In den 1920er Jahren verschwand dann das Jaarsmoor im Nordwesten. Der Eidelstedter Brook im Norden und das Sprützfeld im Westen wurden abgeholzt und bebaut.
1927 wurde Eidelstedt nach Altona eingemeindet, 1937 dann ein Groß-Hamburger Stadtteil.
Am 27. September 1944 wurde am Friedrichshulder Weg, im heutigen Stadtteil Lurup, das Frauenlager Eidelstedt als Außenlager des KZ Neuengamme eingerichtet.
Seit 1951 gehört Eidelstedt zum Hamburger Bezirk Eimsbüttel.
1979 kam es zu einem Parlamentarischen Untersuchungsausschuss in Hamburg wegen chemischer Kampfmittel- und Giftfunde auf dem Gelände der Chemischen Fabrik Stoltzenberg am Farnhornstieg im südlichen Zipfel von Eidelstedt.

## Statistik
(Quelle: )
- Anteil der unter 18-Jährigen: 18,6 % [Hamburger Durchschnitt: 16,8 % (2023)]
- Anteil der über 64-Jährigen: 19,9 % [Hamburger Durchschnitt: 17,8 % (2023)]
- Ausländeranteil: 22,7 % [Hamburger Durchschnitt: 20,7 % (2023)]
- Arbeitslosenquote: 6,9 % [Hamburger Durchschnitt: 6,2 % (2023)]

Das durchschnittliche Einkommen je Steuerpflichtigen beträgt in Eidelstedt 37.192 Euro jährlich (2020), der Hamburger Gesamtdurchschnitt liegt bei 48.035 Euro.

## Politik
Für die Wahl zur Hamburgischen Bürgerschaft gehört Eidelstedt zum Wahlkreis Stellingen – Eimsbüttel-West. Bei Bezirksversammlungswahlen gehört der Stadtteil zum gleichnamigen Wahlkreis Eidelstedt. Bei Bundestagswahlen zählt Eidelstedt zum Bundestagswahlkreis Hamburg-Eimsbüttel.
| Bürgerschaftswahl | SPD    | CDU    | Grüne 1 | AfD    | Linke 2) | FDP    | Übrige    |
| ----------------- | ------ | ------ | ------- | ------ | -------- | ------ | --------- |
| 2025              | 38,7 % | 18,2 % | 13,8 %  | 09,9 % | 09,4 %   | 01,8 % | 08,3 %    |
| 2020              | 45,7 % | 10,6 % | 18,6 %  | 07,6 % | 08,9 %   | 02,9 % | 05,7 %    |
| 2015              | 54,1 % | 13,9 % | 08,4 %  | 07,5 % | 07,3 %   | 04,9 % | 03,2 %    |
| 2011              | 55,9 % | 20,2 % | 08,1 %  | –      | 06,4 %   | 04,5 % | 04,9 %    |
| 2008              | 38,3 % | 41,7 % | 06,3 %  | –      | 06,7 %   | 04,1 % | 02,8 %    |
| 2004              | 35,4 % | 46,7 % | 07,3 %  | –      | –        | 02,5 % | 08,2 %    |
| 2001              | 39,9 % | 24,6 % | 05,3 %  | –      | 00,3 %   | 03,7 % | 26,2 % 3) |
| 1997              | 42,7 % | 28,5 % | 09,1 %  | –      | –        | 02,4 % | 17,3 % 4) |
| 1993              | 46,0 % | 23,1 % | 09,1 %  | –      | –        | 03,1 % | 18,7 % 5) |

### Wappen

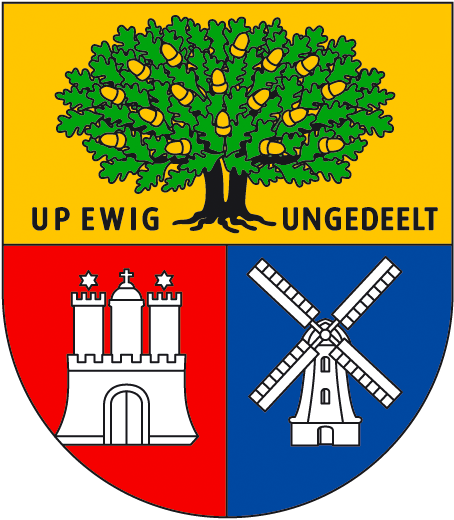
Das Eidelstedter Stadtteil-Logo „Wappen für Eidelstedt“

Blasonierung des Eidelstedter Stadtteil-Logos „Wappen für Eidelstedt“: In Gold wurzelt eine schwarzstämmige Doppeleiche mit breiter grüner Laubkrone und siebzehn goldenen Eicheln. Rechts und links von den Wurzeln der Wahlspruch UP EWIG UNGEDEELT. Unterer Schild geteilt: rechts – durch die Schildrundung angeschnitten – in rotem Feld eine silberne dreitürmige Burg mit geschlossenem Tor, über den Turmspitzen ein Kreuz und zwei Sterne (Hamburg Wappen), links in blauem Feld eine silberne vierflügelige Holländerwindmühle.
Über dem Wappen kann Schwarz und in voller Wappenbreite der Schriftzug HAMBURG-EIDELSTEDT stehen.
Das Wappen für Eidelstedt wurde in den Jahren 2008 bis 2010 unter Einbeziehung der Eidelstedter Bevölkerung entwickelt. Initiatoren dieses Prozesses waren das Eidelstedter Bürgerhaus, der Eidelstedter Bürgerverein und der Sportverein Eidelstedt. Jeder in Eidelstedt soll die Möglichkeit haben, das Stadtteil-Logo unentgeltlich als Identitätssymbol für seine Zwecke einzusetzen.

## Kultur und Sehenswürdigkeiten

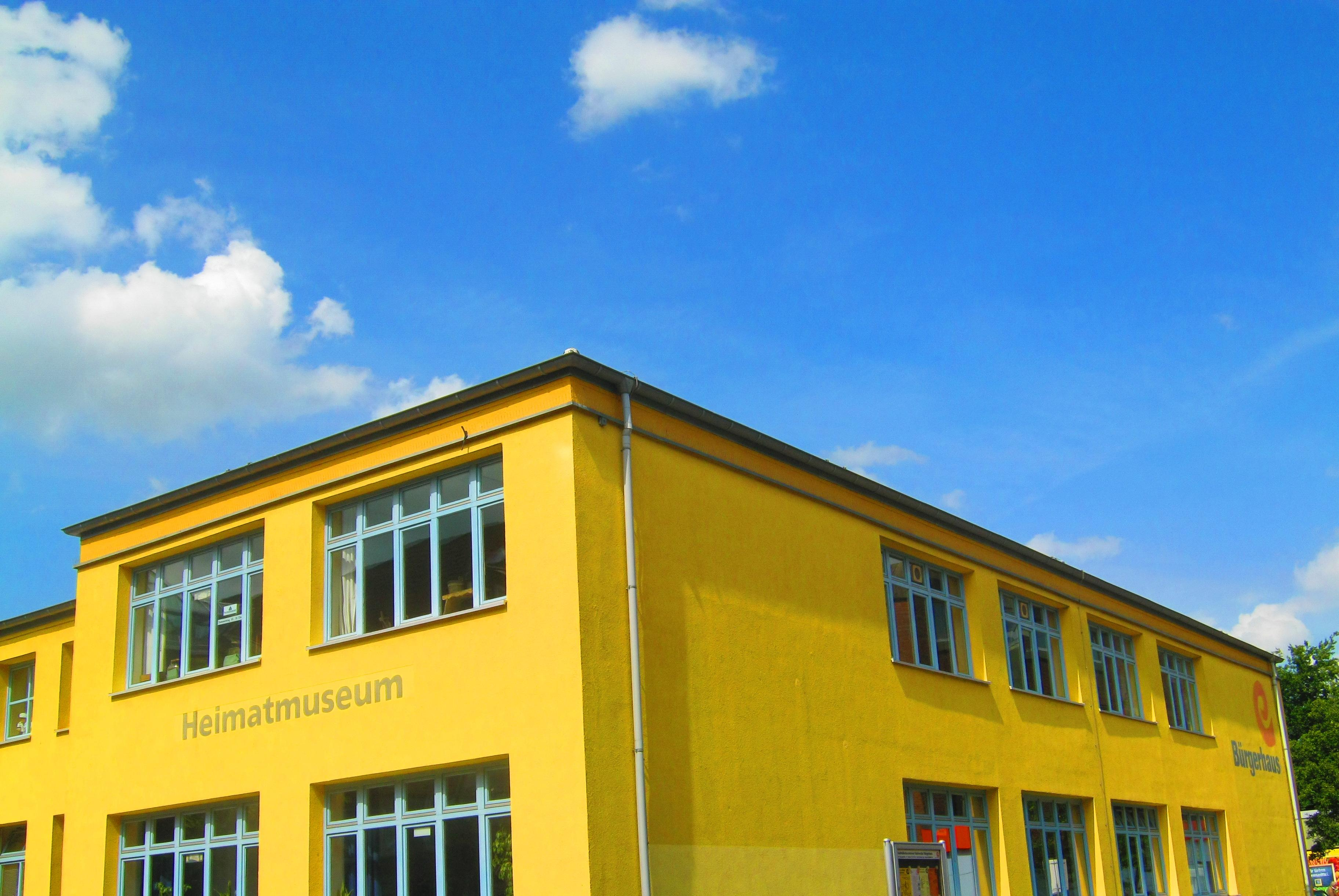
Blick auf das ehemalige Bürgerhaus am Eidelstedter Marktplatz

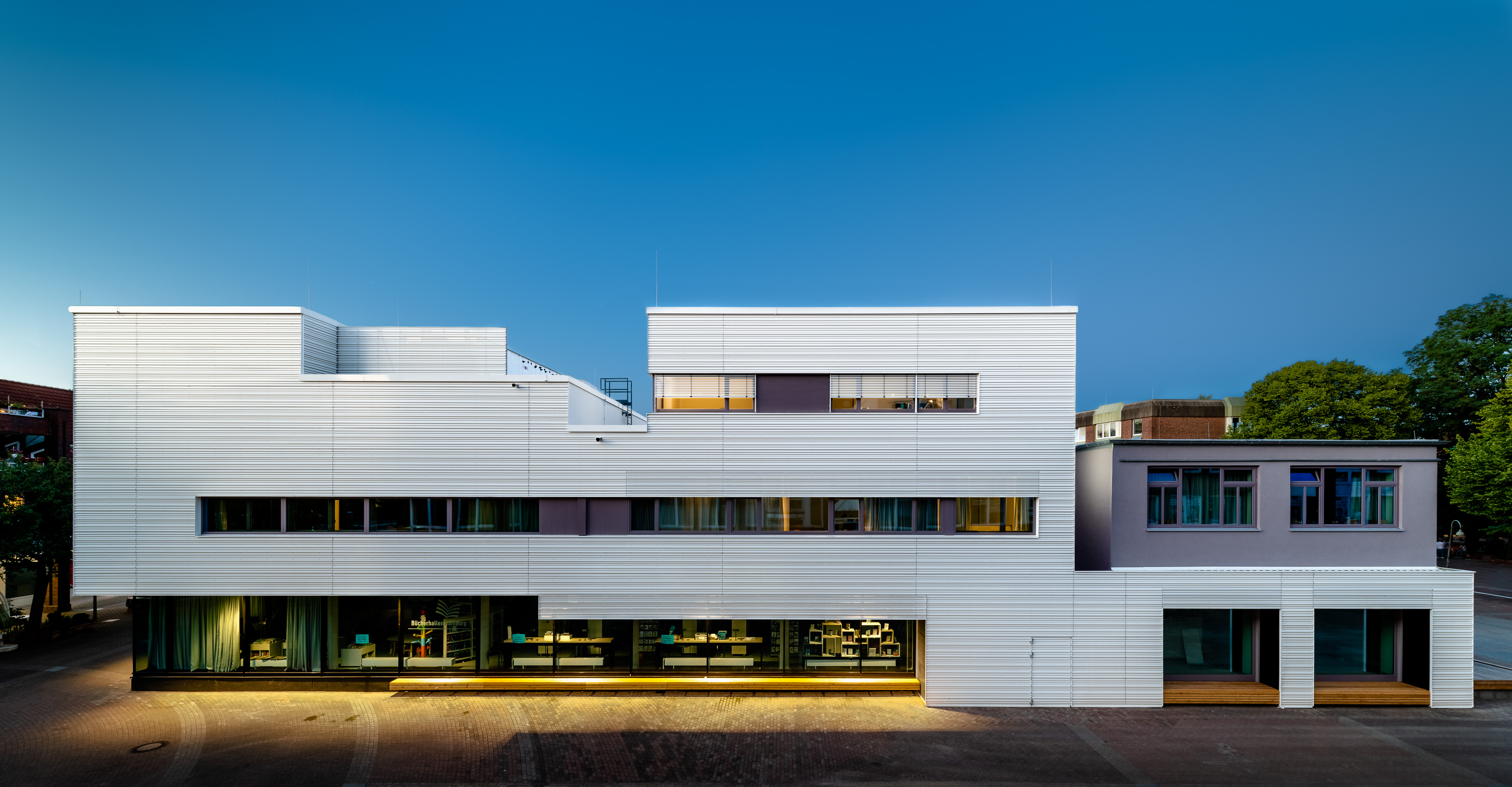
steeedt - Haus für Kultur, Bildung und Begegnung

Im Oktober 1980 wurde im Gebäude der alten Schule Elbgaustraße das Stadtteilkulturzentrum Eidelstedter Bürgerhaus gegründet. 1984 fand hier der erste Chaos Communication Congress statt, ein vom Chaos Computer Club jährlich organisiertes Treffen. Ebenfalls 1984 gründeten Bürger aus dem Stadtteil im Gebäude das Eidelstedter Heimatmuseum, in dem über die Jahre mehr als 7.500 Exponate aus privaten Haushalten, von Vereinen und Institutionen gesammelt wurden. Von Mitte 2020 bis Mitte 2022 ist das Gebäude umfassend saniert und um einen Anbau ergänzt worden. Unter dem Namen steeedt - Haus für Kultur, Bildung und Begegnung befinden sich jetzt neben dem Kulturhaus Eidelstedt, die Elternschule Eidelstedt, die Bücherhalle Eidelstedt sowie ein Café unter einem gemeinsamen Dach. Das Eidelstedter Heimatmuseum trägt seit 2022 den Namen Museum am Markt.

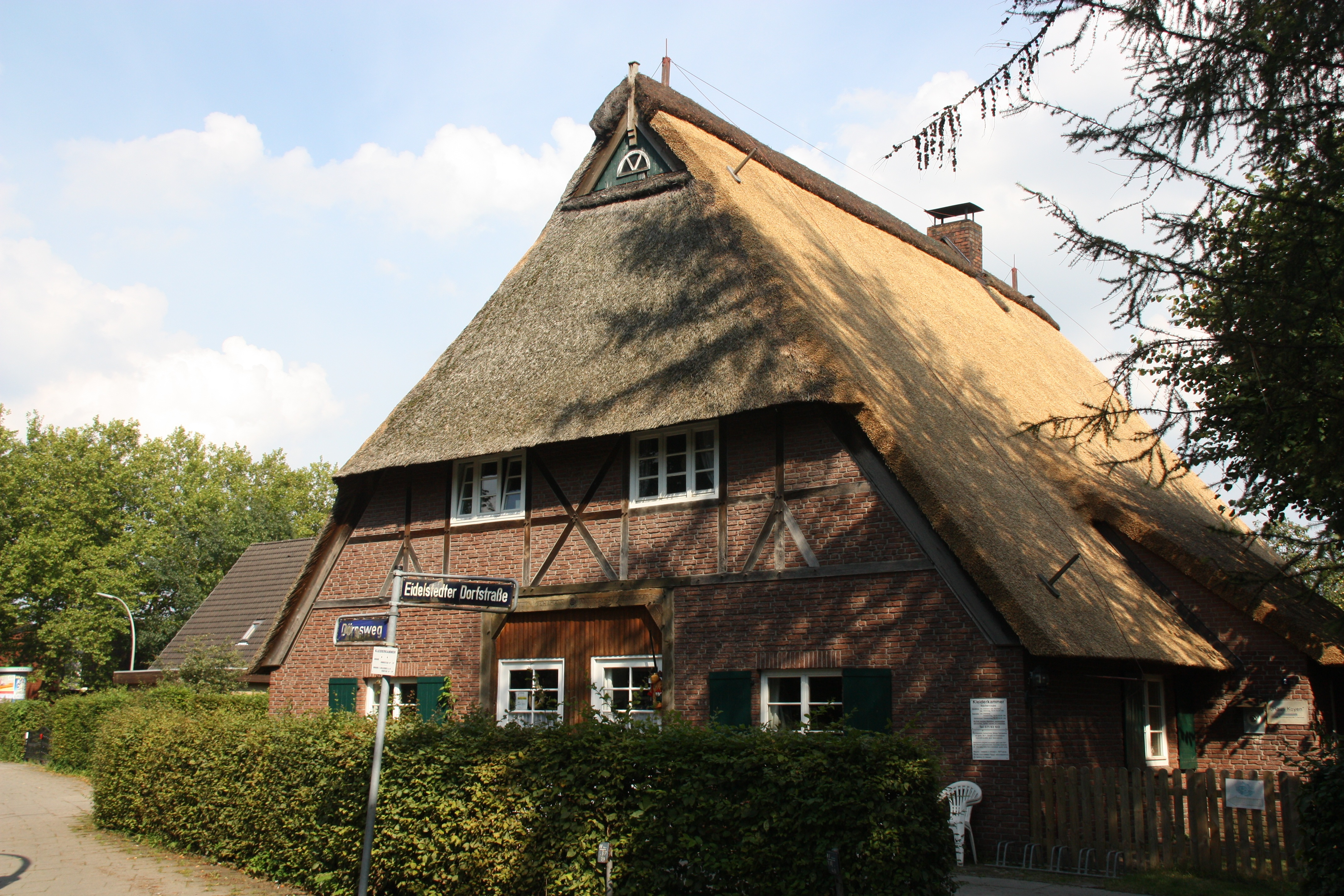
Haus „Koyen“ älteste Haus (1793) in Eidelstedt mit einem Reetdach. Seit 1973 unter Denkmalschutz. Dörpsweg 2

Seit 1906 steht im Stadtteil eine Kirche des Architekten Hugo Groothoff, die seit den 1950er-Jahren den Namen Elisabethkirche trägt. In der Nähe der Kirche steht das Haus „Koyen“, das seit 1973 unter Denkmalschutz steht. Es ist das älteste Haus in Eidelstedt mit einem Reetdach und wurde 1793 von C. Behrmann als Kätnerstelle gebaut und stand damals im Dorfkern.

### Parks
An der Kieler Straße nördlich der Güterumgehungsbahn liegt der Sola-Bona-Park (⊙). Er bildet das südliche Eingangstor zur Eidelstedter Feldmark und hat seinen Namen von einer Inschrift an einer Villa im Park, die heute als Kita genutzt wird: „sola bona quae honesta“ („Gut [ist] allein, was ehrenhaft [ist].“). Der ehemalige Besitzer war ein katholischer Geistlicher, der in Hamburg zum Protestantismus übergetreten war. Er richtete hier einen Gasthausbetrieb ein. Im Park legte er allerlei Laubengänge und Verstecke ein. Insbesondere finden sich hier viele botanische Raritäten, häufig nicht-heimische wie z. B. Rotzedern (die heute aus Gründen des Arten- und Vogelschutzes so nicht mehr in öffentlichen Parks gepflanzt werden), sowie eine Stieleiche, deren Alter zwischen 320 und 420 Jahren geschätzt wurde. Der Baum, der vor Jahren bereits mehrere große Äste verloren hatte, wurde am Wochenende 28./29. Oktober 2017 durch den Sturm „Herwart“ vollständig seiner Krone beraubt.

## Wirtschaft und Infrastruktur

### Verkehr
Durch den Stadtteil verläuft in Nord-Süd-Richtung die Autobahn A 7, am Autobahndreieck Hamburg-Nordwest zweigt davon die A 23 nach Heide (Holstein) ab. Die frühere Altona-Kieler Chaussee verlief innerhalb von Eidelstedt über den Straßenzug der heutigen Kieler Straße und Holsteiner Chaussee. Die Bundesstraße 4 verläuft durch Eidelstedt zwischen den Autobahn-Anschlussstellen Hamburg-Stellingen (Nr. 26, im gleichnamigen Stadtteil und an der A 7 gelegen) und Hamburg-Eidelstedt (Nr. 21, an der A 23) auf der Autobahn-Trasse, die hier 1964 zur Umgehung des Eidelstedter Ortskerns eröffnet wurde. Dennoch ist bis heute die frühere Strecke der B 4 bzw. der vorigen Altona-Kieler Chaussee über Kieler Straße und Holsteiner Chaussee eine vielbefahrene Durchgangsstraße geblieben. Sie wurde in einigen Teilen zweispurig ausgebaut, besitzt jedoch eine Reihe von ein- und anderthalbspurigen Engpässen. Am Eidelstedter Platz trifft sie mit der äußersten der drei Hamburger Ringstraßen, dem Ring 3, zusammen, der im Bereich von Eidelstedt fast durchgehend einspurig ist. Regelmäßige Verkehrsstauungen zu den Spitzenzeiten sind die Folge. Davon mit betroffen sind die Busse des öffentlichen Personennahverkehrs, die ihre hier entstandenen Verspätungen bis in entfernte Stadtteile tragen.
Am südwestlichen Rand Eidelstedts verläuft die Eisenbahnstrecke Hamburg-Altona–Elmshorn mit den umfangreichen Anlagen des Bahnbetriebswerks Hamburg-Eidelstedt, das 1991 auf dem Gelände des stillgelegten Rangierbahnhofs Eidelstedt eröffnet wurde, wo auch die Wartung der ICE-Züge vorgenommen wird.
Am nördlichen Rand der Bahnanlagen verläuft die Strecke Diebsteich–Pinneberg der S-Bahn Hamburg mit den Bahnhöfen Eidelstedt und Elbgaustraße der Linien S3 (Pinneberg – Neugraben) und S5 (Elbgaustraße – Stade). Nordwestlich des letzteren befindet sich das Instandhaltungswerk Elbgaustraße der S-Bahn Hamburg.
Am Bahnhof Hamburg-Eidelstedt trifft die Stammstrecke der Eisenbahn Altona-Kaltenkirchen-Neumünster (AKN), die den Stadtteil in Nord-Süd-Richtung durchquert, auf die S-Bahn-Strecke. Die Züge der AKN (Linie A1) beginnen und enden hier. Der Eidelstedter Bahnhof ist zur Fußball-Weltmeisterschaft 2006 renoviert worden. Außerdem wurde im Jahre 2006 eine kreuzungsfreie Einfädelung der eingleisigen AKN-Strecke geschaffen. Der nördlich und etwas abseits des Eidelstedter Ortskerns gelegene Bahnhof Eidelstedt Ost wurde 2004 durch die modern anmutende Station Eidelstedt Zentrum ersetzt. Ab hier ist die Strecke in Richtung Norden zweigleisig. Am nördlichen Rand des Stadtteils befindet sich seit 2004 der neue Bahnhof Hörgensweg in der Nachbarschaft einiger großer Bau- und Supermärkte und der Julius-Leber-Gesamtschule.
Die südliche Grenze Eidelstedts bildet die Hamburger Güterumgehungsbahn nach Rothenburgsort, die nördlich des Eidelstedter Bahnhofs in den Bereich des ehemaligen Rangierbahnhofs einmündet und dort Anschluss an die Strecke nach Elmshorn–Neumünster hat.
In Eidelstedt verkehren die Metrobuslinien 4 (Wildacker – Altstadt) und 21 (S Klein Flottbek – U Niendorf Nord). Zusammen mit den Stadtbussen der Linien 115 (S Klein Flottbek – Eidelstedter Platz / Langenfelder Damm), 181 (U/S Sternschanze – Jaarsmoor), 183 (Bahnhof Altona – Kalvslohtwiete), 184 (Schenefeld Busbetriebshof – S Halstenbek), 186 (S Othmarschen – Neißestraße), 281 (S Krupunder – U Lattenkamp / UK Eppendorf), 283 (Kalvslohtwiete – Elbe-Einkaufs-Zentrum), 284 (AK Altona / Kressenweg – U Niendorf Nord), 384 (Kalvslohtwiete – Schenefelder Platz) und 392 (Teufelsbrück (Fähre) – U/S Ohlsdorf) sowie den beiden Nachtbuslinien 603 (Rathausmarkt – Grothwisch) und 623 (S Elbgaustrasse – Quickborn-Heide) hat der Stadtteil eine gute Anbindung an den öffentlichen Nahverkehr. Die Schnellbuslinie 39 (Teufelsbrück, Fähre – U Wandsbek Markt) wurde zusammen mit weiteren Schnellbuslinien im Jahr 2019 eingestellt und wurde zum Teil von der Linie 392 übernommen.

### Öffentliche Einrichtungen
- Die Freiwillige Feuerwehr Eidelstedt hat ihre Dienststelle am Furtweg.
- Der Dienstsitz Hamburg des Bildungs- und Wissenschaftszentrums der Bundesfinanzverwaltung (früher: Zolltechnische Prüfungs- und Lehranstalt) befindet sich im Baumacker.
- Des Weiteren ist das „steeedt - Haus für Kultur, Bildung und Begegnung“ zum Teil öffentlich.

### Bildungseinrichtungen
- Gymnasium Dörpsweg
- Grundschule Rungwisch
- Stadtteilschule Eidelstedt (mit 2 Standorten: Lohkampstraße und Niekampsweg)
- Grundschule Furtweg
- Grundschule Heidacker
- Grundschule Baumacker
- Berufliche Schule Eidelstedt BS24
- Berufsbildungswerk Reichsbahnstraße

### Medien
In Eidelstedt erschien mehr als 30 Jahre eine Stadtteilzeitung, der „Eidelstedter Anzeiger“ zunächst monatlich, 14-täglich und dann wöchentlich mit einer Auflage von rund 30.000 Exemplaren. Ab 18. August 2012 erschien der „Eidelstedter Anzeiger“ unter seinem neuen Namen „MARKT“, bevor er Ende 2017 ganz eingestellt wurde. Als weitere Publikation erscheint das „Eidelstedter Wochenblatt“.

### Unternehmen
Die meisten Gewerbe- und Industriebetriebe befinden sich traditionell südlich der Güterumgehungsbahn mit dem Schwerpunkt entlang der Schnackenburgallee.
Weitere Gewerbebetriebe befinden sich entlang der Kieler Straße und der Holsteiner Chaussee.

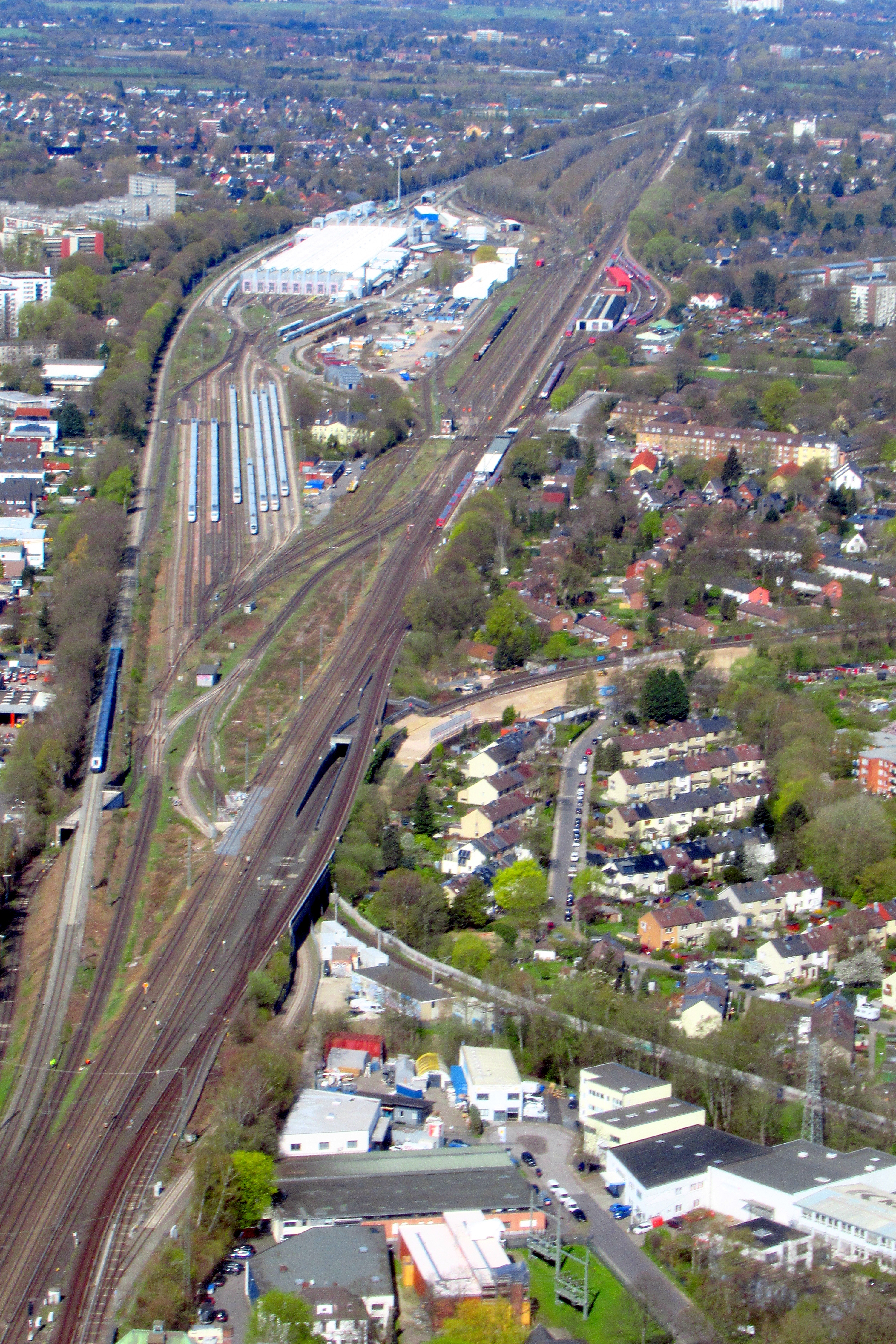
ICE-Bahnbetriebswerk Hamburg-Eidelstedt von oben (2023)

Unternehmenssitz und Logistikzentrum der Axro Bürokommunikation Distribution Import Export befinden sich im Stadtteil Eidelstedt
Die MEGA eG ist ein deutsches Großhandelsunternehmen für gewerbliche Kunden aus den Bereichen Sanierung, Renovierung und Modernisierung.
Das Bahnbetriebswerk Hamburg-Eidelstedt ist eines der größten Betriebe.

## Vereine und gemeinnützige Einrichtungen
- Der Eidelstedter Bürgerverein arbeitet seit seiner Gründung eng mit anderen Vereinen zusammen, um die Interessen des Ortsteils Eidelstedt zu fördern. Er formuliert das Ziel, gemeinsame Interessen zu pflegen und Menschen im Stadtteil zusammenzubringen. Er versteht seine Arbeit als kommunalpolitisches Engagement. Er organisiert Informationsveranstaltungen und Freizeitangebote.

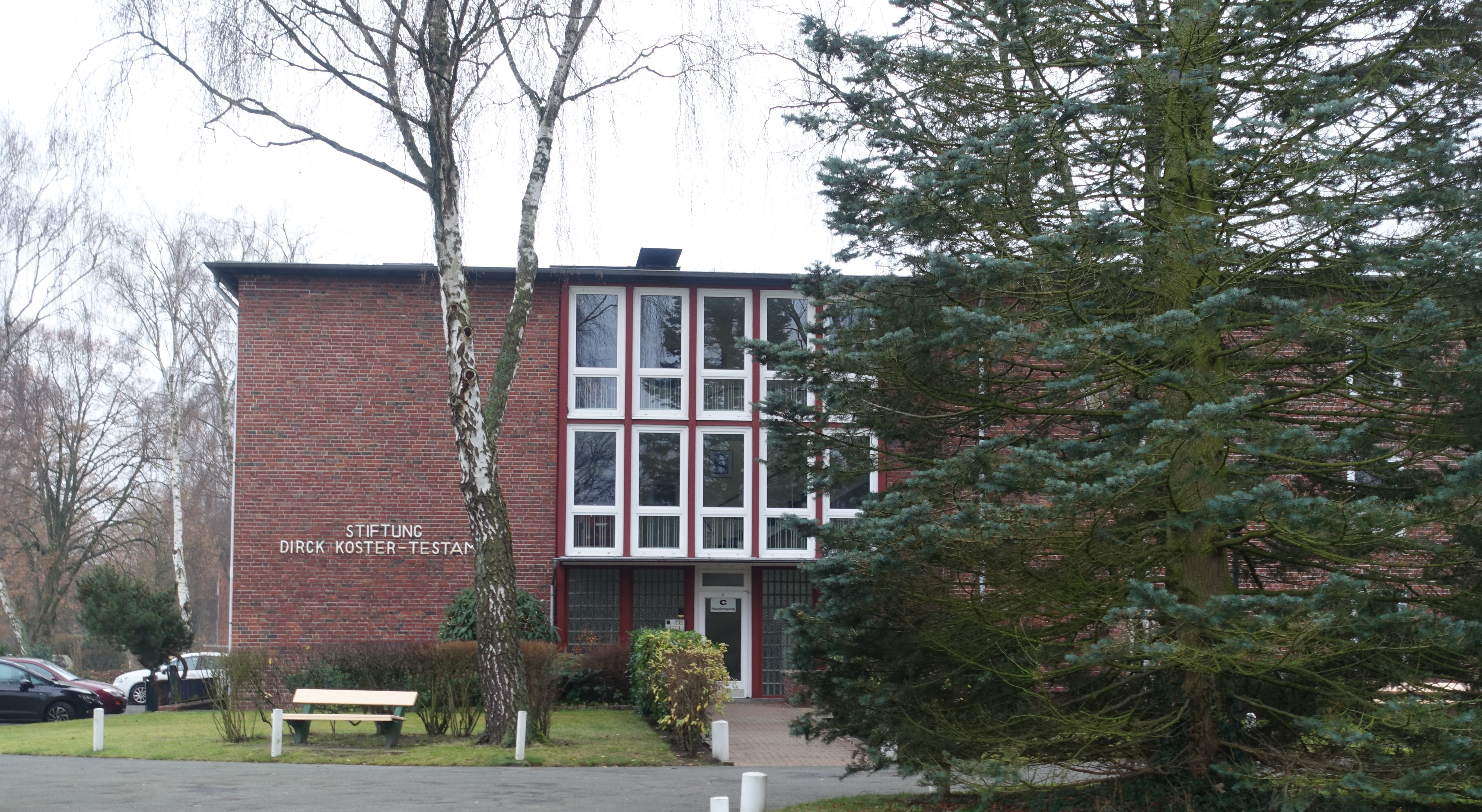
Seniorenwohnanlage Dirck Koster-Testament Stiftung Bollweg 12

- Stiftung Dirck Koster Testament ist eine gemeinnützige und mildtätige Wohnstiftung in Eidelstedt mit 56 Seniorenwohnungen.

### Sportvereine
- Der Schwimmverein SV Poseidon Hamburg betreibt am Olloweg ein eigenes Freibad
- SV Eidelstedt von 1880 e. V. (Nach der Fusion des Eidelstedter Sportverein 1910 e. V. mit ETSV Altona-Eidelstedt von 1880 e. V. am 1. Juli 2003 größter Sportverein in Hamburgs Westen)
- SV Krupunder/Lohkamp e. V.
- SC Elbgau von 2005 e. V.
- TuS Eidelstedt von 1969
- Inter Eidelstedt e. V.

## Persönlichkeiten
- Johann Wilhelm Heinrich Grabau (1809–1870), deutscher Mediziner, gründete 1852 die Wasserheilanstalt Solabona in Eidelstedt
- Johann Hatje (1889–1977), deutscher Gewerkschafter und Sozialdemokrat, geboren und aufgewachsen in Eidelstedt
- Peter Jäger (* 1940), deutscher Journalist und Autor, von 1978 bis 2000 beim Eidelstedter Anzeiger tätig.